# Gattenhofen
Gattenhofen ist ein Gemeindeteil der Gemeinde Steinsfeld im Landkreis Ansbach (Mittelfranken, Bayern). Die Gemarkung Gattenhofen hat eine Fläche von 9,517 km². Sie ist in 892 Flurstücke aufgeteilt, die eine durchschnittliche Fläche von 10.669,39 m² haben. In ihr liegt neben dem namensgebenden Ort der Gemeindeteil Chausseehaus.

## Geographie
Das Kirchdorf liegt auf einer Ebene von Feldern umgeben. Im Ort entspringt der Meergraben, ein rechter Zufluss des Steinbachs, der wiederum ein rechter Zufluss der Tauber ist. Die Kreisstraße AN 8 führt nach Adelshofen zur Staatsstraße 2416 (2,5 km nordwestlich) bzw. zur Staatsstraße 2419 (0,9 km südöstlich). Gemeindeverbindungsstraßen führen nach Steinsfeld ebenfalls zur St 2419 (1 km östlich) und nach Bettwar zur Staatsstraße 2268 (3,5 km westlich).

## Geschichte
In Gattenhofen gab es vermutlich seit dem 10. Jahrhundert eine eigene Kirche, die am 17. Mai 1333 zur eigenständigen Pfarrei erhoben wurde. Die Kirchengemeinde umfasst derzeit etwa 250 Gemeindemitglieder, 1745 waren es noch 406 und 1776 398.
Unter Führung des französischen Generals Ezéchiel de Mélac sollen im November 1688 französische Mordbrenner 69 Häuser angezündet und erheblichen Schaden angerichtet haben. 1799 gab es in dem Pfarrdorf 46 Haushalte.
Mit dem Gemeindeedikt (frühes 19. Jahrhundert) wurde der Steuerdistrikt Gattenhofen gebildet, zu dem Ellwingshofen gehörte. Wenig später entstand die Ruralgemeinde Gattenhofen, zu der Chausseehaus gehörte. Sie unterstand in Verwaltung und Gerichtsbarkeit dem Landgericht Rothenburg und in der Finanzverwaltung dem Rentamt Rothenburg ob der Tauber (1919 in Finanzamt Rothenburg ob der Tauber umbenannt). Ab 1862 übernahm das Bezirksamt Rothenburg ob der Tauber die Verwaltung (1939 in Landkreis Rothenburg ob der Tauber umbenannt) und das Stadt- und Landgericht Rothenburg ob der Tauber die Gerichtsbarkeit (1879 in Amtsgericht Rothenburg ob der Tauber umbenannt). Die Gemeinde hatte 1964 eine Gebietsfläche von 9,537 km². Am 1. April 1971 wurde die Gemeinde Bettwar mit der Possenmühle eingegliedert. Im Zuge der Gebietsreform in Bayern wurde diese am 1. Mai 1978 nach Steinsfeld eingemeindet.

### Baudenkmäler

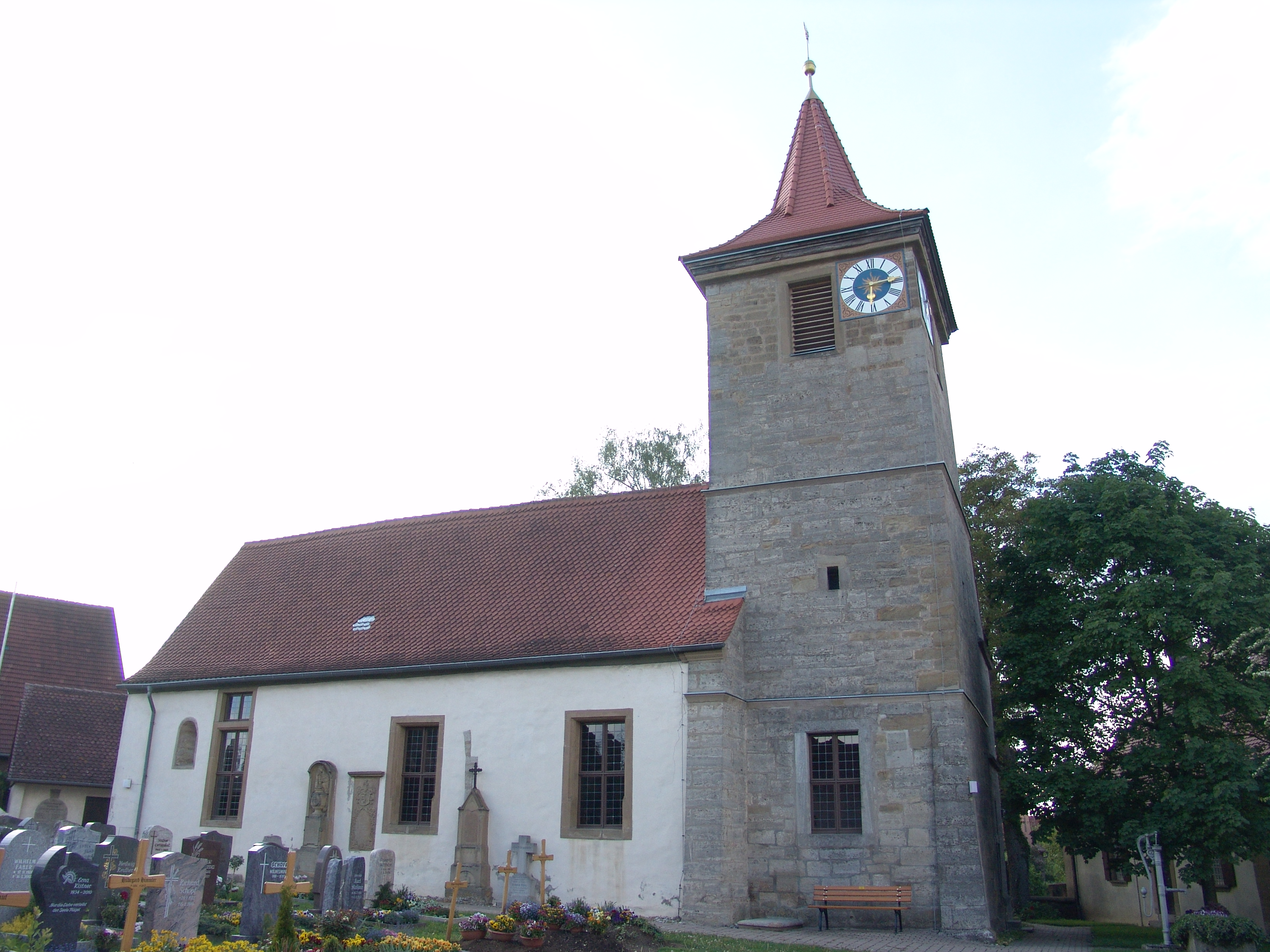
Kirche St. Michael

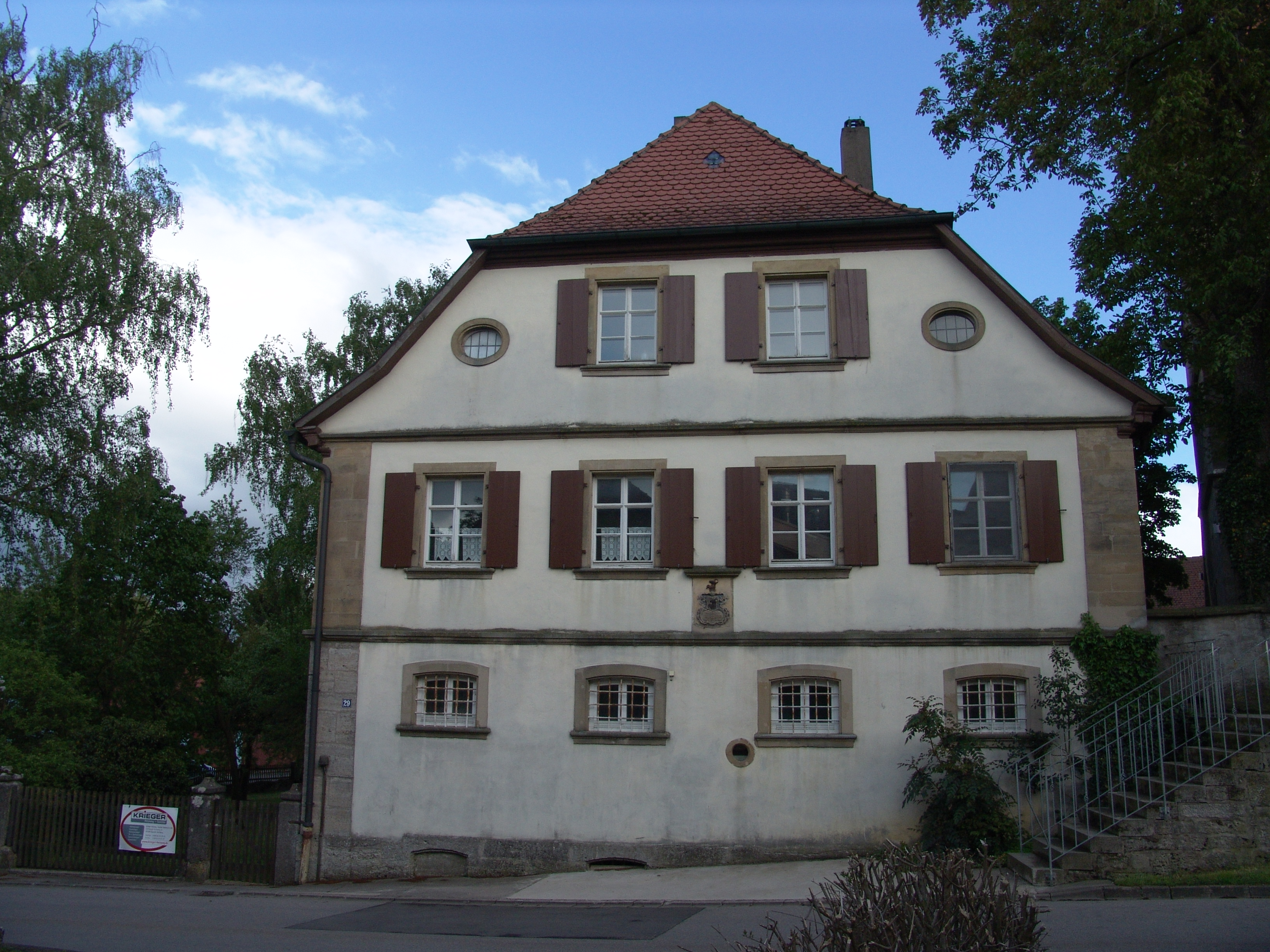
Pfarrhaus

In Gattenhofen gibt es zehn Baudenkmäler:
- Evangelisch-lutherische Pfarrkirche St. Michael: Chorturmkirche, Bauteile des 10. Jahrhunderts, Ausbauten (einschiffiger Saal) 13./14. Jahrhundert; mit Ausstattung; Friedhof, mittelalterliche Wehrmauer, mit Grabsteinen. Der Altar aus dem Jahre 1681 zeigt die Anbetung der Hirten. Die Kanzel von 1756 besteht aus einem rocaillebesetzten Sockel.
- Haus Nr. 29: Pfarrhaus, eingeschossiger Halbwalmdachbau, hohes Kellergeschoss, Zwerchhaus, 1777.
- Haus Nr. 30: Ehemaliges Schulhaus, zweigeschossiger Verputzbau mit Halbwalmdach, 1827, Umbau 1907, Stall- und Scheunenanbau, bezeichnet 1839; Brunnentrog, bezeichnet 1770.
- Haus Nr. 26: Eingeschossiges Fachwerkwohnstallhaus, 1. Hälfte 19. Jahrhundert.
- Haus Nr. 49: Bauernhof, eingeschossiges Wohnstallhaus mit verputztem Fachwerkgiebel, 18./19. Jahrhundert.
- Ehemalige Zehntscheune, Massivbau mit Krüppelwalmdach, spätes 18. Jahrhundert.
- Bildstock am Ortsrand Richtung Bettwar, spätmittelalterlich, Stein.
- Bildstock nahe Haus Nr. 67, spätmittelalterlich.
- Röhrbrunnen, längsrechteckiges Becken, Muschelkalk, 1767, Röhrschaft 1760.
- Steinkreuz im Ruhbachtal, mittelalterlich, Muschelkalk.

### Bodendenkmäler
In der Gemarkung Gattenhofen gibt es 16 Bodendenkmäler, darunter:
- Burgstall Gattenhofen über dem Steinbachtal: Fundamente eines Turmes aus Brockenquadern, wohl mittelalterlich.

### Einwohnerentwicklung
Gemeinde Gattenhofen
| Jahr      | 1818  | 1840  | 1852   | 1855   | 1861   | 1867   | 1871   | 1875   | 1880   | 1885   | 1890   | 1895   | 1900   | 1905   | 1910   | 1919   | 1925   | 1933   | 1939   | 1946   | 1950   | 1952   | 1961   | 1970   |
| Einwohner | 387   | 365   | 361    | 356    | 375    | 367    | 340    | 321    | 354    | 343    | 346    | 353    | 350    | 357    | 351    | 336    | 337    | 324    | 313    | 438    | 455    | 410    | 307    | 272    |
| Häuser    | 60    | 68    |        |        |        |        | 63     |        |        | 67     | 60     |        | 65     |        |        |        | 64     |        |        |        | 73     |        | 70     |        |
| Quelle    | [ 7 ] | [ 9 ] | [ 16 ] | [ 16 ] | [ 17 ] | [ 18 ] | [ 19 ] | [ 20 ] | [ 21 ] | [ 22 ] | [ 23 ] | [ 16 ] | [ 24 ] | [ 16 ] | [ 25 ] | [ 16 ] | [ 26 ] | [ 16 ] | [ 16 ] | [ 16 ] | [ 27 ] | [ 16 ] | [ 10 ] | [ 28 ] |

Ort Gattenhofen
| Jahr      | 001818 | 001840 | 001861 | 001871 | 001885 | 001900 | 001925 | 001950 | 001961 | 001970 | 001987 | 002009 | 002015 | 002023 |
| Einwohner | 382    | 360    | 371    | 337    | 341    | 343    | 334    | 451    | 305    | 267    | 240    | 271    | 241    | 247    |
| Häuser    | 59     | 67     |        |        | 66     | 64     | 63     | 72     | 69     |        | 63     |        |        |        |
| Quelle    | [ 7 ]  | [ 9 ]  | [ 17 ] | [ 19 ] | [ 22 ] | [ 24 ] | [ 26 ] | [ 27 ] | [ 10 ] | [ 28 ] | [ 29 ] | [ 30 ] |        | [ 1 ]  |

## Religion
Der Ort ist Sitz der Pfarrei St. Michael und seit der Reformation evangelisch-lutherisch geprägt. Die Einwohner römisch-katholischer Konfession sind nach St. Johannis (Rothenburg ob der Tauber) gepfarrt.